# 型染め

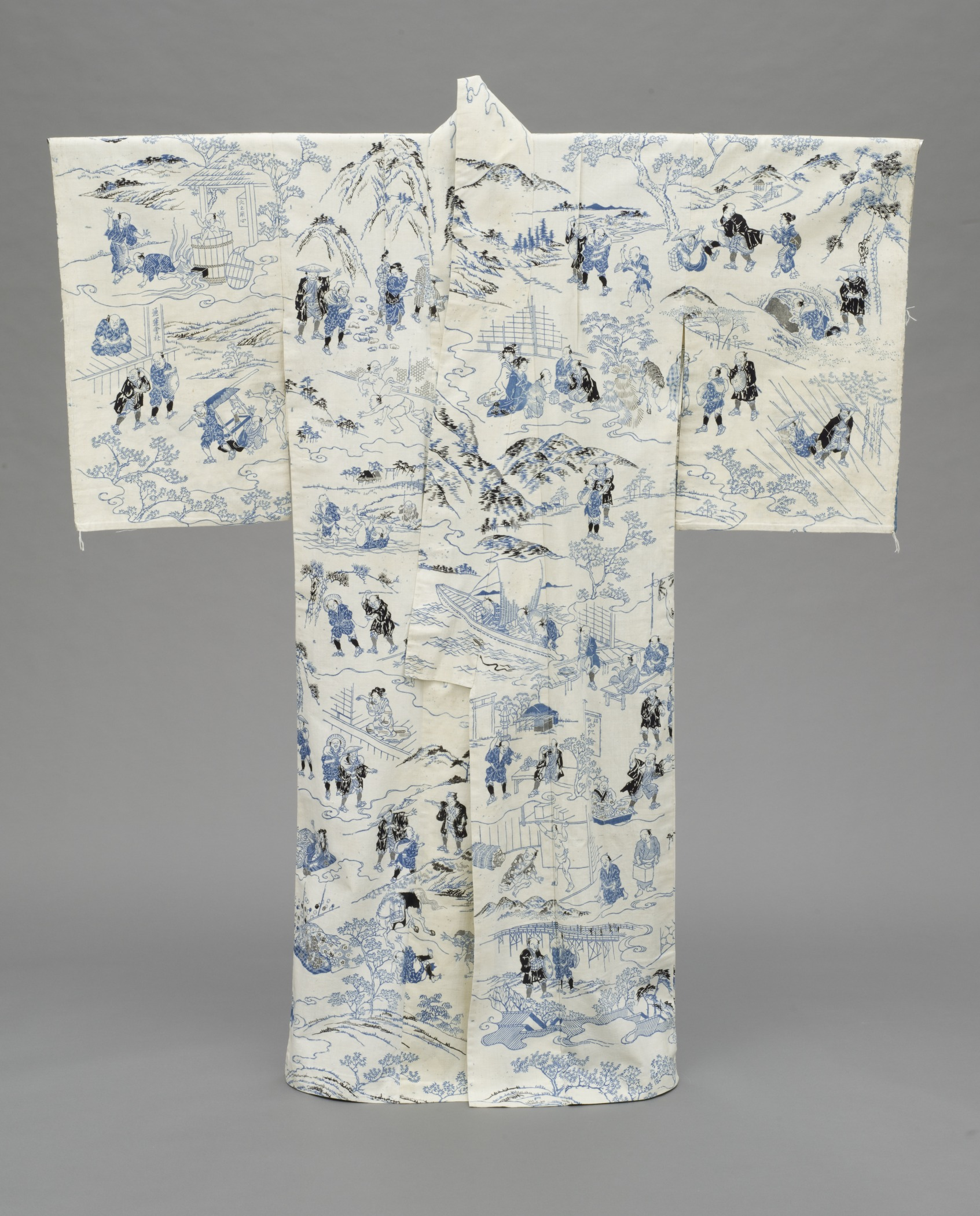
19世紀初期の浴衣。十返舎一九の小説東海道中膝栗毛の挿絵文様に型染めされている。（ロサンゼルス郡美術館所蔵）

型染め（かたぞめ、型染）とは、模様を彫った型紙と防染剤を用いて布に模様を染め出す日本の模様染めの技法の一つ。

## 歴史
8世紀頃、大陸から染色技法として三纈（さんけち）、すなわち絞纈（こうけち、絞り染め）、夾纈（きょうけち、板締め）、臈纈（ろうけち、ろう染め）が伝わった。そのうち、臈纈が日本独自に発展したものが型染めである。臈纈は防染剤として蜜蝋を使用していたが、鎌倉時代になると、中国で印花布の型染めに使用されていた、大豆と消石灰で作られた印花麺が蜜蝋に代わり利用されるようになり、本格的な型染めが始まった。その後、時期や理由については不明であるが、精米を使った糊に移行した。
正倉院には、人勝という切り紙細工が残っている。また、春日大社の「義経の籠手」は、現代と同じ米糊を用いた最古の遺品である。
江戸時代になると、紀州藩の保護のもと伊勢型紙が盛んに作られ、江戸小紋を始め全国で使用された。

## 染色方法

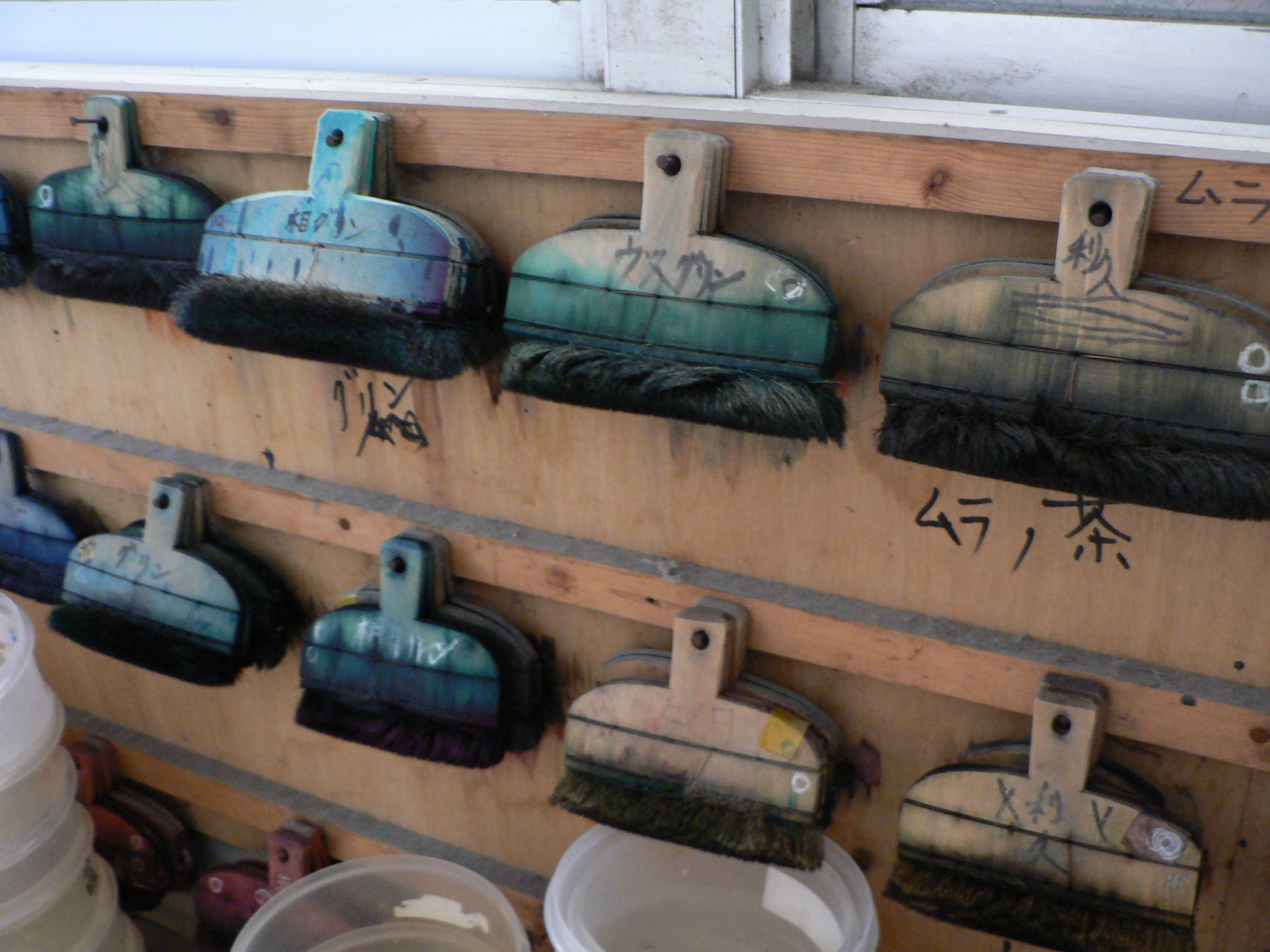
型染めに使用する刷毛

模様を彫った型紙を長板に張った生地に乗せ、刷毛やヘラを使用してもち米などから作られる糊（防染剤）を置き文様を移した後、染料を用いて色を差す。防染剤が浸透した箇所に染料は定着しないので、型紙の切り抜いた部分（糊を乗せた部分）以外が染め上がる。生地を蒸して染料を定着させた後、防染剤を水で洗い落し、色止めをして完成させる。
型染めでは主に木綿が使用されるが、リネン、絹、合成繊維などの染色にも用いられる。薄い生地に施した型染めは裏まで文様が出るが、厚手の生地や固く織られた生地の場合は裏まで防染剤が浸透しないため、裏に文様は出ない。

## 型紙
型紙には柿渋で楮の生漉き和紙を2～3枚貼り合わせた「渋紙」を利用する。渋紙は水に強く、破れにくく、水になじみ布に密着するため、型染めに適している。
型彫りには突彫り、錐彫り、道具彫り、縞彫りなどの技法がある。最も細かい模様では1平方センチメートル当たり直径0.5～0.6mmの穴が約100個彫られるなど、極めて繊細である。
使用する型紙の枚数には、1枚の型紙で染める1枚型、2枚以上の型紙を順次重ねて複数の色を染める合わせ型、同じ型紙を複数回使用して連続模様を作成する送り型などがある。

## 利用

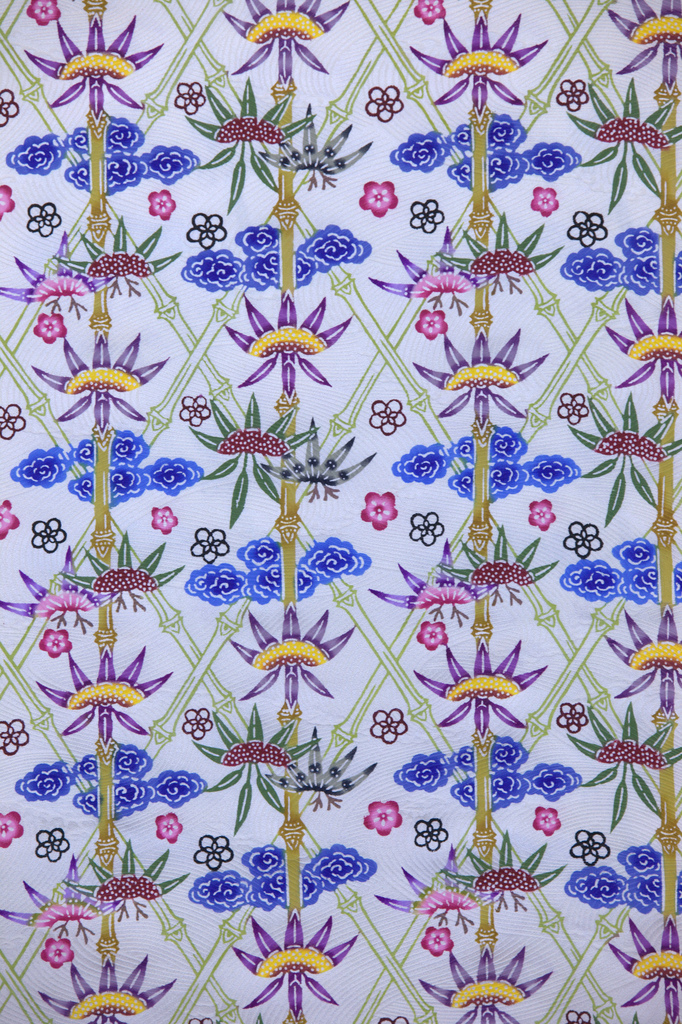
琉球紅型

型染めの技法を使用・応用した染色には、江戸小紋、京友禅、加賀友禅、琉球紅型、岩手県の南部古代型染などがある。